# Christine Meier
Christine Meier, gsch. Hüni, (* 24. Mai 1986 in Bülach) ist eine Schweizer Eishockeynationalspielerin, die zwischen 2009 und 2018 bei den ZSC Lions Frauen in der Swiss Women’s Hockey League A unter Vertrag stand und mit diesen sechs Mal die Schweizer Meisterschaft gewann. Darüber hinaus gewann sie mit dem AIK Solna einmal die schwedische Meisterschaft. Mit der Schweizer Eishockeynationalmannschaft der Frauen nahm sie an neun Weltmeisterschaften und drei Olympischen Winterspielen teil. Seit 2022 spielt sie für den EHC Wallisellen in der Swiss Women’s Hockey League C.

## Karriere
Christine Meier stammt aus dem Nachwuchs des EHC Bülach, dessen Frauenmannschaft 1996 geschlossen zum EHC Illnau-Effretikon wechselte. So kam auch Meier zum EIE abgekürzten Klub. Während der Saison 1999/2000 debütierte sie im Alter von 13 Jahren für den EHC Illnau-Effretikon in der Leistungsklasse A. 2004 folgte der Abstieg des Klubs in die zweite Spielklasse (LKB). In der Saison 2004/05 wurde Meier dann Topscorerin und Spielerin des Jahres der LKB und führte ihre Mannschaft zum Wiederaufstieg in die LKA. 2006 zog sich der EIE vom Spielbetrieb zurück und Meier wechselte für ein Jahr zum SC Reinach. Anschliessend spielte sie für die Frauenmannschaft der ZSC Lions Frauen und in der Saison 2008/09 für die Frauen von AIK Solna in der Riksserien, mit denen sie am Saisonende die Schwedische Meisterschaft gewann.
Anschliessend kehrte sie zum ZSC zurück, mit dem sie 2011, 2012, 2013 und 2016 die Schweizer Meisterschaft gewann und selbst mehrfach Topscorerin der Leistungsklasse A wurde. Im Jahr 2013 heiratete sie den früheren Assistenztrainer der Nationalmannschaft Daniel Hüni und trug anschließend den Nachnamen ihres Mannes. 2016 folgte die Scheidung von ihrem Mann und Christine nahm wieder ihren Mädchennamen an.
Nach zwei weiteren Schweizer Meisterschaften in den Jahren 2017 und 2018 beendete Meier ihre Karriere, um sich mehr um ihren Beruf und ihr Privatleben zu kümmern.

### International
Christine Meier gehörte in der Saison 1999/2000 der Frauen-B-Nationalmannschaft. Im Alter von 14 Jahren absolvierte sie 2001 ihre erste Frauen-Weltmeisterschaft, bei der sie mit dem Frauen-Nationalteam den Aufstieg aus der Division I in die Top-Division erreichte. Weitere Einsätze bei Weltmeisterschaften erhielt sie 2004, 2005, 2007, 2008, 2009 und 2011. Höhepunkte ihrer Nationalmannschaftskarriere waren zwei Teilnahmen an Olympischen Winterspielen – 2006 in Turin und 2010 in Vancouver.
Ihr zunächst letztes Länderspiel absolvierte Meier im Januar 2012 in Füssen, ehe sie sich auf ihre private Karriere und die ZSC Lions konzentrierte. Bis dahin hatte sie 182 Länderspiele in 12 Jahren gesammelt.
Mit der Verpflichtung ihrer langjährigen Mitspielerin Daniela Diaz als Nationaltrainerin kehrte die damals unter dem Namen Christine Hüni spielende im Dezember 2015 in die Nationalmannschaft zurück: «Daniela war in der Tat der Hauptgrund, andererseits kann ich mit meiner Erfahrung dem Team helfen, sich für die Olympischen Spiele zu qualifizieren und das reizt mich sehr.»
Bei der Weltmeisterschaft 2016 war sie hinter Hilary Knight zweitbeste Scorerin des Turniers und wurde als erste Schweizer Feldspielerin überhaupt in das All-Star-Team der Weltmeisterschaft gewählt. Zum Abschluss ihrer Karriere nahm sie mit dem Nationalteam an den Olympischen Winterspielen 2018 teil und wurde dort beste Vorlagengeberin.
Insgesamt absolvierte sie 240 Länderspiele für die Schweiz.

## Erfolge und Auszeichnungen
- 2001 Aufstieg in die Top-Division bei der Weltmeisterschaft der Division I
- 2005 Topscorerin der Leistungsklasse B
- 2005 Aufstieg in die Leistungsklasse A mit dem EHC Illnau-Effretikon
- 2005 Aufstieg in die Top-Division bei der Weltmeisterschaft der Division I
- 2005 Swiss Ice Hockey Woman of the Year[9]
- 2008 Swiss Ice Hockey Woman of the Year
- 2009 Schwedischer Meister mit AIK Solna
- 2009 Swiss Ice Hockey Woman of the Year[10]
- 2011 Schweizer Meister mit den ZSC Lions Frauen
- 2012 Schweizer Meister mit den ZSC Lions Frauen
- 2013 Schweizer Meister mit den ZSC Lions Frauen
- 2016 Schweizer Meister mit den ZSC Lions Frauen
- 2016 All-Star-Team der Weltmeisterschaft
- 2015 Schweizer Meister mit den ZSC Lions Frauen
- 2018 Beste Vorlagengeberin der Olympischen Winterspiele
- 2018 Schweizer Meister mit den ZSC Lions Frauen

## Karrierestatistik

### International
(Legende zur Spielerstatistik: Sp oder GP = absolvierte Spiele; T oder G = erzielte Tore; V oder A = erzielte Assists; Pkt oder Pts = erzielte Scorerpunkte; SM oder PIM = erhaltene Strafminuten; +/− = Plus/Minus-Bilanz; PP = erzielte Überzahltore; SH = erzielte Unterzahltore; GW = erzielte Siegtore; 1 Play-downs/Relegation; Kursiv: Statistik nicht vollständig)